# Détroit de Johor
Le détroit de Johor, en malais Selat Johor, est un détroit séparant Pulau Ujong, l'île principale de Singapour, de la péninsule Malaise et plus précisément de l'État de Johor en Malaisie.

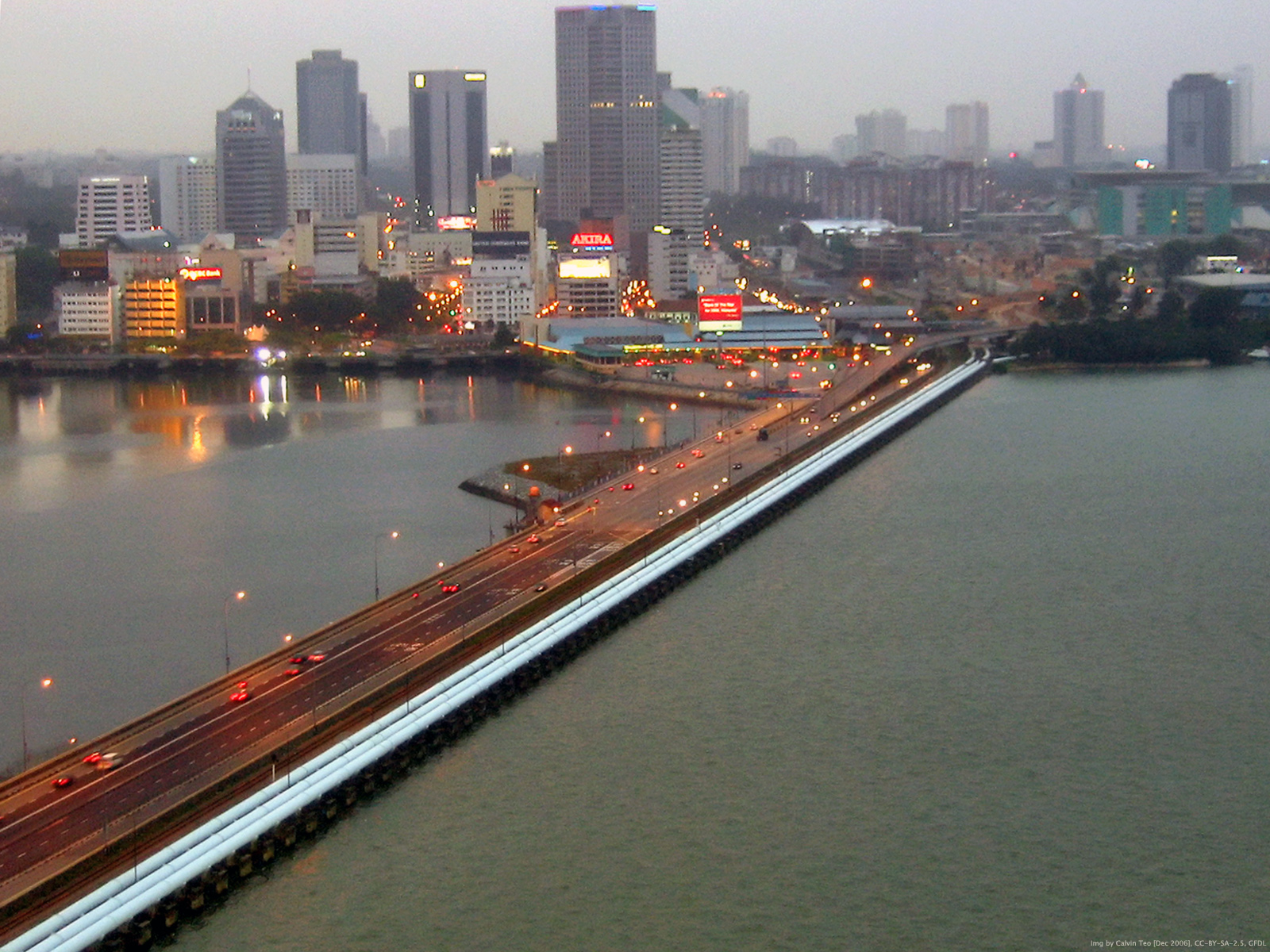
Vue aérienne de la chaussée Johor-Singapour côté malaisien traversant le détroit de Johor.

Large d'environ un kilomètre, sur une cinquantaine de kilomètres de long, il est traversé depuis 1924 par une digue, la chaussée Johor-Singapour, située à mi-parcours du détroit, et depuis 1998 par un pont, le Malaysia-Singapore Second Link, se trouvant à son extrémité ouest.
En 2003, les autorités malaisiennes ont proposé à leurs homologues singapouriens de remplacer par un pont, la chaussée qui coupe artificiellement le détroit en deux, posant, d'une part, un problème environnemental par l'accumulation de vase dans le détroit, et d'autre part, une entrave à la navigation maritime. Singapour refusa, craignant que l'amélioration de la navigabilité du détroit détourne une partie du trafic maritime du port de Singapour vers celui de Johor Bahru).